# 소련 KGB
《소련 KGB》(영어: The Fourth Protocol 더 포스 프로토콜[*])는 영국에서 제작된 존 매켄지 감독의 1987년 스릴러 영화이다. 프레더릭 포사이스 원작 소설을 바탕으로 제작한 영화 작품으로 마이클 케인 등이 주연으로 출연하였다.

## 출연

### 주연
- 마이클 케인
- 피어스 브로스넌

### 조연
- 네드 비티
- 줄리언 글러버
- 마이클 고프
- 레이 매커널리
- 이언 리처드슨
- 앤턴 로저스
- 조애나 캐시디

## 한국판 성우진 (MBC, 1994년 7월 23일)
- 박일 - 프레스턴 (마이클 케인)
- 김도현 - 페트로프스키 (피어스 브로스넌)
- 최성우
- 김기현